# 이지수 (배우)
이지수(1993년 11월 25일 ~ )는 대한민국의 배우이다.

## 학력
- 성신여자대학교 문화예술경영학과

## 드라마
- 2017년 tvN 《시카고 타자기》
- 2020년 KBS2《영혼수선공》

## 뮤지컬
- 2012년 레미제라블 - 용인
- 2012년 레미제라블 - 대구
- 2013년 레미제라블 - 부산
- 2013년 레미제라블
- 2014년 더 넥스트 페이지 - 안산
- 2015년 명랑경성
- 2015년 프랑켄슈타인
- 2016년 스위니 토트
- 2016년 블랙메리포핀스
- 2017년 록키호러쇼
- 2017년 타이타닉

## 연극
- 2021년 안녕, 여름